# Stazione di San Nicolás
La stazione di San Nicolás (Estación San Nicolás in spagnolo) è una stazione ferroviaria della città di San Nicolás de los Arroyos della provincia di Buenos Aires. Dai suoi binari partono anche treni a lunga percorrenza per Buenos Aires, Rosario, Córdoba e Tucumán.

## Storia
Una prima stazione fu aperta il 3 ottobre 1884 dalla compagnia ferroviaria Ferrocarril del Oeste de Buenos Aires.
Fu chiusa al traffico nel 1961 in seguito alla riforma de sistema infrastrutturale argentino noto come Piano Larkin, varato durato la presidenza di Arturo Frondizi.
Nel 2015 il governo argentino annunciò al riapertura della stazione di San Nicolás nell'ambito della riattivazione della tratta Buenos Aires-Rosario. I lavori di restauro dell'edificio sono terminati nel 2017.